# تویوتا گرانویا

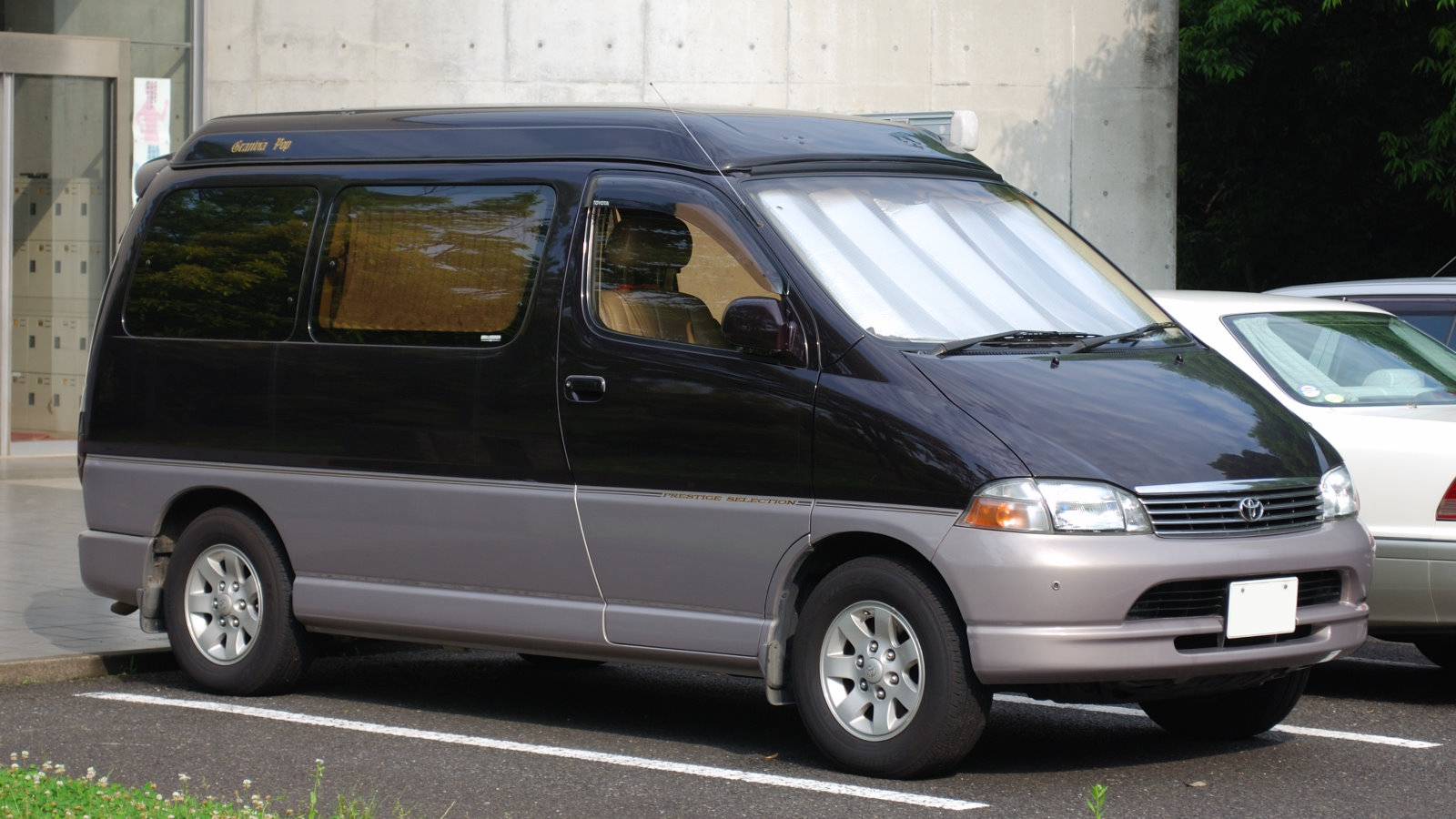

تویوتا گرانویا (Toyota Granvia) خودرویی است که از سال ۱۹۹۵—کنون تولید شده‌است. 
این خودرو در کلاس مینی‌ون قرار گرفته، است. 